# Ahmed al-Sharaa
Ahmed Hussein al-Sharaa (arabiska: أحمَد حُسين الشرع), även känd som Abu Muhammad al-Julani, född 1982 i Riyadh i Saudiarabien, är en militant islamist och politiker i Syrien. Som ledare för Hayat Tahrir al-Sham ledde han oppositionen mot den styrande regeringen i Syrien och övertog makten i landet 8 december 2024. Han utsågs i slutet av januari 2025 till övergångspresident. Han var tidigare medlem av al-Qaida och är terrorstämplad i flera länder, bland annat USA, Storbritannien och Turkiet jämte Förenta nationerna och Europeiska unionen. Innan han klippte banden med al-Qaida 2016, hade al-Shara tjänstgjort som emir för den nu nedlagda al-Nusrafronten, den tidigare syriska grenen av al-Qaida. Han är också den andre emiren av Tahrir al-Sham sedan 2017.
Efter att ha lett störtandet av Bashar al-Assad i Syrien i december 2024 har han använt sitt riktiga namn i stället för sitt nom de guerre al-Julani, under vilket han varit mest känd.